# フライ (イラストレーター)
フライ（Fly）は、日本のイラストレーター・漫画家。女性。東京在住。

## 概要
色彩に透明感があり、女の子の表情やシチュエーションを独特の世界観で描くと評価されている。
イラストに描かれている教室は毎回同じ、母校の教室がモデルとなっている。2012年、福知山淑徳高等学校アートデザイン系列を卒業。2013年、19歳で第20回電撃イラスト大賞銀賞受賞。受賞時のプロフィールによれば、大学で日本画を学んでいたという。
ガガガ文庫「弱キャラ友崎くん」、TVアニメ「色づく世界の明日から」、漫画「今日、小柴葵に会えたら。」などのキャラクター原案を手掛ける。
作画にはワコム製の液晶タブレットを用いており、同社のインタビューに対し、「時代に合わせて自分のイラストを変化させていきたいというのはあるが、流行に左右され過ぎない自分の絵柄を確立するのが今後の目標。」と語っている。

## 作品リスト

### 挿絵
- テディベア探偵（ポプラポケット文庫、作：山本悦子）全5巻
- マジカル★トレジャー 戦国時代にタイムトラベル!?（集英社みらい文庫、作：藤咲あゆな）
- わたしたちのカノン（集英社みらい文庫、作：中村天音）全2巻
- 弱キャラ友崎くん（ガガガ文庫、作：屋久ユウキ）既刊11巻
- いもーとらいふ（電撃文庫、作：入間人間）上下巻
- いつかの空、君との魔法（角川スニーカー文庫、作：藤宮カズキ）全2巻
- ネット小説家になろうクロニクル（星海社FICTIONS、作：津田彷徨）全3巻
- ――ねぇ、柴田。（SKYHIGH文庫、作：川瀬千紗）
- 竜の子を産んだら離縁されたので森で隠居することにしました（宝島社、作：柏てん）
- 幸せ二世帯同居計画 〜妖精さんのお話〜（電撃文庫、作：五十嵐雄策）
- キミまであと一歩（魔法のiらんど文庫、作：AKuBiy）
- 視えるふたりの恋愛相談室（角川ビーンズ文庫、作：おみの維音）
- Q.もしかして、異世界を救った英雄さんですか?（MF文庫J、作：弥生志郎）全2巻
- 佐伯さんと、ひとつ屋根の下 I'll have Sherbet!（ファミ通文庫、作：九曜）全5巻
- 歌姫島の支配人候補（Novel 0、作：兎月竜之介）
- きみに届け。はじまりの歌（スターツ出版文庫、作：沖田円）
- 滅びの季節に《花》と《獣》は（電撃文庫、作：新八角）上下巻
- キミの忘れかたを教えて（角川スニーカー文庫、作：あまさきみりと）既刊2巻
- あの日、神様に願ったことは（電撃文庫、作：葉月文）既刊3巻
- 痴漢されそうになっているS級美少女を助けたら隣の席の幼馴染だった（GA文庫、作：ケンノジ）既刊8巻
- 作家逃亡飯（星海社FICTIONS、アンソロジー）
- サクラの降る町（KAエスマ文庫、作：小川晴央）
- 未だ青い僕たちは（スターツ出版文庫、作：音はつき）
- 放課後の図書室でお淑やかな彼女の譲れないラブコメ（ファミ通文庫、作：九曜）全3巻
- 不良未満と顔だけさん（Novelism、作：マライヤ・ムー）
- 放課後の宇宙ラテ（新潮文庫nex、作：中西鼎）
- 果てない空をキミと飛びたい 雨の日にアイドルに傘を貸したら、二人きりでレッスンをすることになった（HJ文庫、作：榮三一）
- 君と紡ぐソネット 〜黄昏の数学少女〜（講談社ラノベ文庫、作：暁社夕帆）
- 君が、僕に教えてくれたこと（ことのは文庫、作：水瀬さら）
- きみの最後の一カ月、恋はオパール色になって（二見サラ文庫、作：遠藤遼）
- 君と笑顔が見たいだけ（富士見ファンタジア文庫、作：新田漣）
- 夏にいなくなる私と、17歳の君（集英社オレンジ文庫、作：いぬじゅん）

### 漫画
- 千眼探偵レイコの犯人録（まんがタイムきらら）
- けものフレンズ -ようこそジャパリパークへ!-（企画・原案：けものフレンズプロジェクト、月刊少年エース）
- 今日、小柴葵に会えたら。（原作：竹岡葉月、月刊ComicREX）
- 正体不明と恐怖（原作：脊髄引き抜きの刑、マガジンポケット）

#### 読切
- 花に嵐（エクレア blanche あなたに響く百合アンソロジー）（2017年）
- その先の平行線（エクレア bleue あなたに響く百合アンソロジー）（2018年）

### 画集
- Marguerite フライ作品集（2018年）
- ｍoonlight-フライ アートワークス-（2019年）

### アニメ
- 幸腹グラフィティ（第5話提供バックイラスト）
- ご注文はうさぎですか??（TOKYO MX再放送版第6話エンドカード）
- ブブキ・ブランキ 星の巨人（第16話（第2期第4話）エンドカード）
- Occultic;Nine -オカルティック・ナイン-（第9話エンドカード）
- 色づく世界の明日から（キャラクター原案）
- Cutie Honey Universe（第9話エンドカード）
- 弱キャラ友崎くん（キャラクター原案）
- 私の百合はお仕事です!（第1話エンドカード）

### ゲーム
- オメガラビリンス ライフ（キャラクターデザイン） ※U35との連名

### その他
- テイルズ オブ ベルセリア コミックアンソロジー カバーイラスト（2016年）
- 制服少女 School Girls Illustrations イラスト（2017年）
- 美少女作画 ゼロから学ぶプロの技 神技作画シリーズ イラスト・解説（2017年）
- コミック百合姫 表紙イラスト 2018年分
- やがて君になる 公式コミックアンソロジー イラスト（2018年）
- バーチャルYouTuber
  - ヤッターマン2号・カミナリアイ キャラクターデザイン（2018年）
  - 音羽ララ キャラクターデザイン（2018年）
  - 春歌みこと キャラクターデザイン（2019年）
  - 三拍ユッコ キャラクターデザイン（2019年）
- エクレア あなたに響く百合アンソロジー
  - エクレア blanche あなたに響く百合アンソロジー カバーイラスト（2017年）
  - エクレア rouge あなたに響く百合アンソロジー イラスト（2018年）
- シロップ 百合アンソロジー　
  - シロップ 社会人百合アンソロジー カバーイラスト（2019年）
  - シロップ SECRET 禁断×百合アンソロジー カバーイラスト（2019年）
  - シロップ NIGHT 初夜百合アンソロジー カバーイラスト（2019年）
  - シロップ HONEY 初夜百合アンソロジー カバーイラスト（2020年）
- スモールエス Vol. 60 2020 3月号 表紙イラスト・解説（2020年）
- アニソン系野外DJフェスティバル『Re:animation 14 in Uenohara』キービジュアル（2020年）
- このライトノベルがすごい! 2021/2022 表紙イラスト（2020年 - 2021年）
- COMIC快楽天 2021年1月号 表紙・誌上イラスト（2020年）
- COMIC快楽天 2021年6月号 表紙・誌上イラスト（2021年）
- 電撃萌王 2021年6月号 イラスト・解説（2021年）
- COMIC快楽天 2021年11月号 表紙イラスト・漫画（2021年）

## 催物
- フライ初個展「Marguerite」（2019年9月6日 - 9月25日[6]）